# Coupe de l'EHF masculine 1994-1995
Navigation
Coupe de l'EHF 1993-1994 Coupe de l'EHF 1995-1996
La Coupe de l'EHF 1994-1995 est la 14e édition de la Coupe de l'EHF masculine (C3).
Organisée par la Fédération européenne de handball (EHF), la compétition est ouverte à 34 clubs de handball d'associations membres de l'EHF. Ces clubs sont qualifiés en fonction de leurs résultats dans leur pays d'origine lors de la saison 1993-1994.
Elle est remportée par le club espagnol du BM Granollers, vainqueur en finale du club russe du Polyot Tcheliabinsk,.

## Résultats

### Premier tour
| Équipe 1      | Score   | Équipe 2         | Aller | Retour |
| ------------- | ------- | ---------------- | ----- | ------ |
| Põlva Serviti | 52 – 55 | Maistas Klaipėda | 21-23 | 31-32  |
| Rosk Riga     | 20 – 0  | Azeri Bakou      | 10-0  | 10-0   |

### Seizièmes de finale
| Équipe 1               | Score   | Équipe 2             | Aller | Retour |
| ---------------------- | ------- | -------------------- | ----- | ------ |
| BM Granollers          | 65 – 58 | RK Vardar Skopje     | 34-23 | 31-35  |
| KH Kopřivnice          | 53 – 43 | Maistas Klaipėda     | 30-21 | 23-22  |
| VRI Aarhus             | 72 – 53 | Rosk Riga            | 36-24 | 36-29  |
| CBM Alzira Avidesa     | 56 – 43 | Emmen en Omgeving    | 29-20 | 27-23  |
| HC Kiewit              | 37 – 63 | VfL Hameln           | 15-32 | 22-31  |
| Kilkis GAC             | 50 – 37 | Amirani Tbilissi     | 24-14 | 26-23  |
| RK Umag                | 0 – 20  | ZTR Zaporijia        | 0-10  | 0-10   |
| Sporting CP Lisbonne   | 53 – 33 | HC Lyulin Sofia      | 23-18 | 30-15  |
| IFK Skövde HK          | 46 – 44 | Fyllingen IL         | 27-20 | 19-24  |
| Pallamano Prato        | 42 – 36 | Wacker Thun          | 17-23 | 25-13  |
| Uni Petrolul Craiova   | 36 – 44 | HT Tatran Prešov     | 23-21 | 13-23  |
| Gorenje Velenje        | 40 – 34 | UMF Selfoss          | 24-19 | 16-15  |
| Montpellier Handball   | 53 – 37 | HC Ness Ziona        | 27-11 | 26-26  |
| Grammar School Nicosia | 35 – 53 | SC Pick Szeged       | 18-23 | 17-30  |
| ASKİ SK Ankara         | 49 – 44 | Red Boys Differdange | 31-23 | 18-21  |
| UHK Vienne-Ouest       | 47 – 52 | Polyot Tcheliabinsk  | 25-24 | 22-28  |

### Huitièmes de finale
| Équipe 1        | Score   | Équipe 2             | Aller | Retour |
| --------------- | ------- | -------------------- | ----- | ------ |
| KH Kopřivnice   | 32 – 50 | BM Granollers        | 19-30 | 13-20  |
| VRI Aarhus      | 44 – 56 | CBM Alzira Avidesa   | 25-25 | 19-31  |
| VfL Hameln      | 61 – 34 | Kilkis GAC           | 30-18 | 31-16  |
| ZTR Zaporijia   | 45 – 40 | Sporting CP Lisbonne | 25-20 | 20-20  |
| Pallamano Prato | 43 – 41 | IFK Skövde HK        | 22-18 | 21-23  |
| Gorenje Velenje | 36 – 36 | HT Tatran Prešov     | 20-14 | 16-22  |
| SC Pick Szeged  | 47 – 46 | Montpellier Handball | 27-24 | 20-22  |
| ASKİ SK Ankara  | 43 – 69 | Polyot Tcheliabinsk  | 22-33 | 21-36  |

### Quarts de finale
| Équipe 1            | Score   | Équipe 2           | Aller | Retour |
| ------------------- | ------- | ------------------ | ----- | ------ |
| BM Granollers       | 52 – 50 | CBM Alzira Avidesa | 29-21 | 23-29  |
| VfL Hameln          | 50 – 46 | ZTR Zaporijia      | 30-20 | 20-26  |
| Pallamano Prato     | 36 – 38 | Gorenje Velenje    | 18-24 | 18-14  |
| Polyot Tcheliabinsk | 48 – 48 | SC Pick Szeged     | 23-21 | 25-27  |

Le Polyot Tcheliabinsk est qualifié aux dépens du SC Pick Szeged selon la règle du nombre de buts marqués à l'extérieur.

### Demi-finales
| Équipe 1        | Score   | Équipe 2            | Aller | Retour |
| --------------- | ------- | ------------------- | ----- | ------ |
| VfL Hameln      | 47 – 52 | BM Granollers       | 26-24 | 21-28  |
| Gorenje Velenje | 45 – 58 | Polyot Tcheliabinsk | 24-29 | 21-29  |

### Finale
| Équipe 1            | Score   | Équipe 2      | Aller | Retour |
| ------------------- | ------- | ------------- | ----- | ------ |
| Polyot Tcheliabinsk | 45 – 49 | BM Granollers | 24-26 | 21-23  |

## Les champions d'Europe
| Vainqueur de la Coupe de l'EHF 1994-1995 BM Granollers 1er titre |

L'effectif du BM Granollers était :
| Gardiens de but - Jordi Núñez - Xavier Pérez Arrières - Veselin Vujović - Viatcheslav Atavine - Igor Butulija - Antonio Ugalde | Demi-centres - Álex Viaña - José M. Gutiérrez - Joaquín Soler Ailiers - Julián Iglesias - Carlos Viver - Albert Folguera | Pivots - Luis Ramos - Jaime García Entraîneur - Manuel Montoya |